# Lorenzo
Lorenzo és una població dels Estats Units a l'estat de Texas. Segons el cens del 2000 tenia 1.372 habitants 472 habitatges, i 353 famílies. La densitat de població era de 514,3 habitants/km².